# Stoika
Stoika (en rus: Стойка) és un poble de la república de Sakhà, a Rússia, que en el cens del 2010 tenia 43 habitants, pertany al districte de Borogontsi.